# Orion (Metallica)
 For alternative betydninger, se Orion. (Se også artikler, som begynder med Orion)
Orion er et instrumentalnummer med heavy metal-bandet Metallica.
Nummeret starter med bassen fader ind helt alene. Baslyden er forvrænget og kørt i gennem en flanger effekt. Derefter begynder trommerne og der kører nogle guitarsoloer. Midt i nummeret laves der et break, hvorefter der fortsættes med en bassolo.  Der kommer yderligere en guitarsolo efterfulgt af en lille kort bassolo. Cliff Burton sagde i et interview om bassoloen "People are probably not even going to notice it but it's there".
Orion blev spillet til Cliff Burtons begravelse efter hans død i 1986.
Efter Burtons død blev Orion ikke spillet live i sin helhed af Metallica før 20 år efter hans død i 2006 hvor Metallica spillede nummeret i sin helhed. Dette skete ved en koncert ved Hard Rock am Ring på Mururoa-atollen i Polynesien.